# Cinusa tetrodontis
Cinusa tetrodontis är en kräftdjursart som beskrevs av Schioedte och Frederik Vilhelm August Meinert 1884. Cinusa tetrodontis ingår i släktet Cinusa och familjen Cymothoidae. Inga underarter finns listade i Catalogue of Life.